# Daulatabad
Daulatabad – nach dem den Ort überragenden Festungsberg auch Devagiri oder Deogiri (Marathi: देवगिरी = „Götterberg“) genannt – ist ein größeres Dorf mit etwa 6500 Einwohnern im Herzen des indischen Bundesstaats Maharashtra.

## Lage und Klima
Daulatabad liegt auf dem Dekkan-Plateau in einer Höhe von ca. 600 m etwa 17 km (Fahrtstrecke) nordwestlich von Aurangabad bzw. etwa 13 km südöstlich von Ellora. Die Hafenstadt Mumbai befindet sich etwa 350 km südwestlich; die indische Hauptstadt Delhi liegt etwa 1100 km (Luftlinie) nördlich. Das Klima ist warm; Regen (ca. 815 mm/Jahr) fällt nahezu ausschließlich während der sommerlichen Monsunmonate.

## Bevölkerung
Die meisten Einwohner des Ortes sind Hindus und Moslems; die übrigen Religionen spielen unter der Landbevölkerung Indiens kaum eine Rolle. Der Anteil der männlichen Bevölkerung übersteigt den weiblichen um ca. 10 %.

## Wirtschaft
Die meisten Bewohner leben traditionell von der Landwirtschaft, doch hat der Tourismus seit den letzten Jahrzehnten des 20. Jahrhunderts eine immer größer werdende Bedeutung erlangt.

## Geschichte
Spärliche Überreste eines – an einem alten Handelsweg gelegenen – buddhistischen Höhlenklosters deuten an, dass der Platz (damals Devagiri genannt) bereits um 100 v. Chr. besiedelt war. Da die Rashtrakutas Mitte des 8. Jahrhunderts aus Südindien bis nach Ellora vordrangen und dort den Kailasa-Tempel aus dem Felsgestein herausarbeiteten, wird ihnen von einigen Forschern auch die enorme Steinmetzarbeit am seitlich rundum behauenen Festungsberg von Devagiri zugeschrieben. Der Überlieferung zufolge geht die Geschichte Devagiris jedoch auf die Seuna-Dynastie zurück, deren Herrscher Bhillama V. sich im Jahr 1190 aus den Gefolgschaftsverpflichtungen gegenüber den Chalukyas lösen konnte und hier die neue Hauptstadt gründete. Hundert Jahre später (1294) eroberte der damalige Sultan von Delhi Ala ud-Din Khalji (reg. 1296–1316) den Ort, beließ aber den damaligen Seuna-Herrscher Ramachandra (reg. 1271–1311) als tributpflichtigen Vasallen an der Macht. Dessen Sohn Singhana III. erkannte die Verpflichtungen seines verstorbenen Vaters nicht an und wurde bei einem erneuten Feldzug (1311) unter dem Feldherrn Malik Kafur getötet, der in der Folge kurzzeitig die Macht über das Sultanat von Delhi übernahm. Dessen Nachfolger Qutb-ud-din Mubarak Shah stellte sich im Jahr 1317 persönlich an die Spitze eines erneuten Feldzugs gegen die Yadavas und annektierte ihr Reich.
Ein einschneidendes Ereignis war die Eroberung der Stadt und ihres Festungsbergs durch Muhammad Shah II. (reg. 1325–1351) aus der über das Sultanat von Delhi herrschenden Tughluq-Dynastie im Jahre 1327 – er benannte die Stadt und die Festung in Daulatabad („Ort des Wohlstands“) um und erwählte sie zu seiner neuen Hauptstadt. Infolgedessen sollte der gesamte Hof – ja sogar die gesamte Einwohnerschaft – von Delhi hierhin umziehen, was mit enormen Kosten und Widerständen in der Beamtenschaft und in der Bevölkerung verbunden war, so dass das ganze Vorhaben 17 Jahre später wieder rückgängig gemacht wurde. In der Mitte des 15. Jahrhunderts geriet Daulatabad für einige Zeit unter die Kontrolle des Bahmani-Sultanats; danach wechselte die Stadt noch mehrfach ihren Herrn, bis sie im Jahr 1633 nach mehrmonatiger Belagerung von den Truppen des Mogulreichs unter Shah Jahan (reg. 1627–1658) eingenommen wurde. Der letzte bedeutende Mogulherrscher, Aurangzeb (reg. 1658–1707), führte mehrere Kriegszüge auf dem Dekkan von Daulatabad aus, bis er seine Hauptstadt in das benachbarte Fatehnagar verlegte, das kurze Zeit später in Aurangabad umbenannt wurde. Im Jahr 1724 geriet die Region unter die Kontrolle der Nizams von Hyderabad, die sie auch unter der Herrschaft der Briten bis zur Unabhängigkeit Indiens im Jahre 1947 innehatten.

## Sehenswürdigkeiten

### Ort

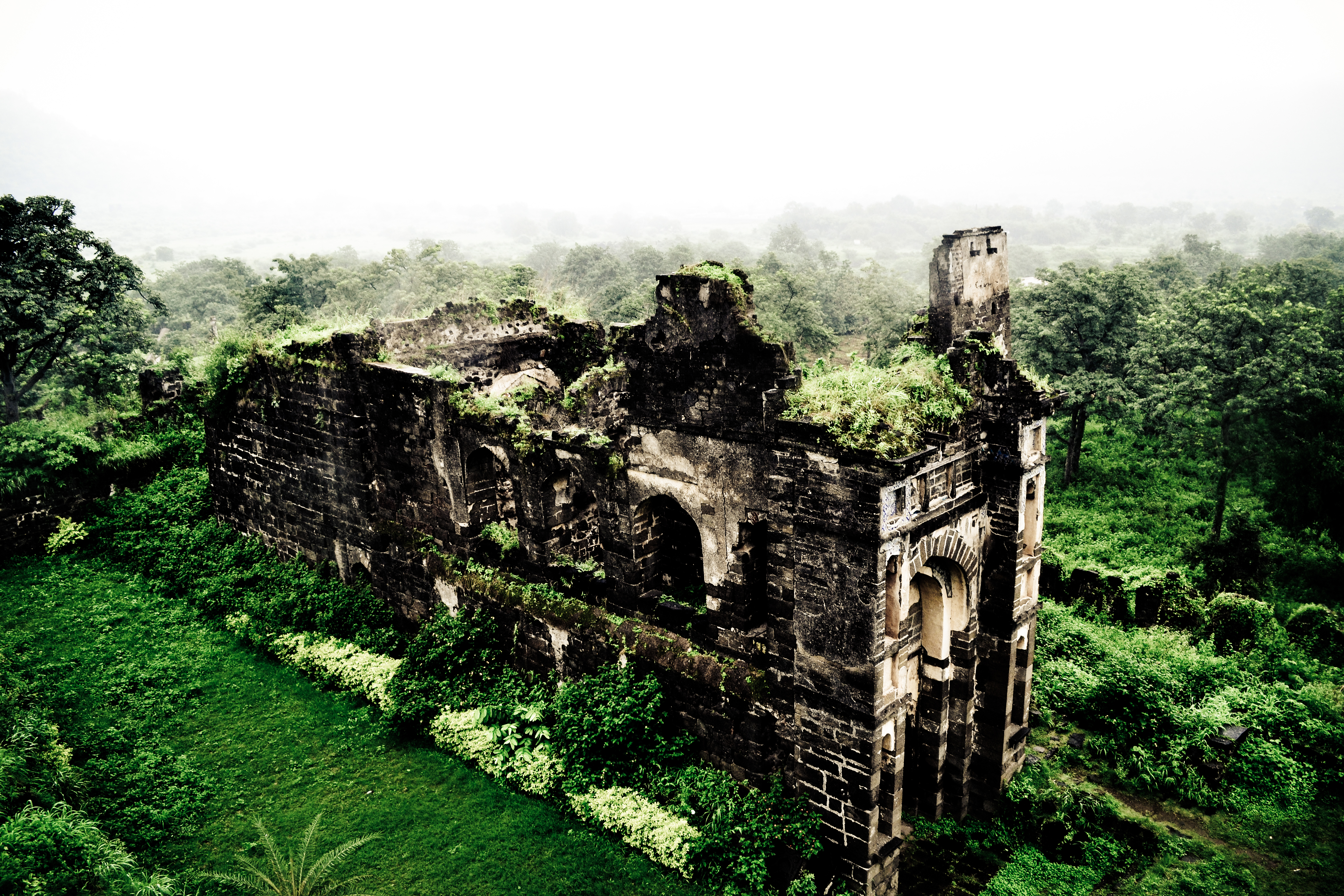
Ehemaliger Palast im Fort

FortDie nahezu uneinnehmbare Festungsanlage von Daulatabad hat eine lange Geschichte, die eventuell von den Rashtrakutas über die Yadava-Dynastie bis zu den Mogulherrschern reicht. Markantester Teil ist der etwa 185 Meter hohe und seitlich bis in eine Höhe von ca. 50 m rundum abgefaste Festungsberg (Devagiri = „Götterberg“), der zusätzlich noch von einem Wassergraben und einer knapp 4,5 km langen Festungsmauer umgeben war, innerhalb derer sich die Stadt, die Moschee und mehrere Palastbauten befanden. Durch Tore und über Treppen, die teilweise tunnelartig in den Fels gehauen sind, kann man bis zur Spitze hinaufsteigen, wo sich ein Aussichts- bzw. Wachpavillon aus der Mogulzeit befindet.

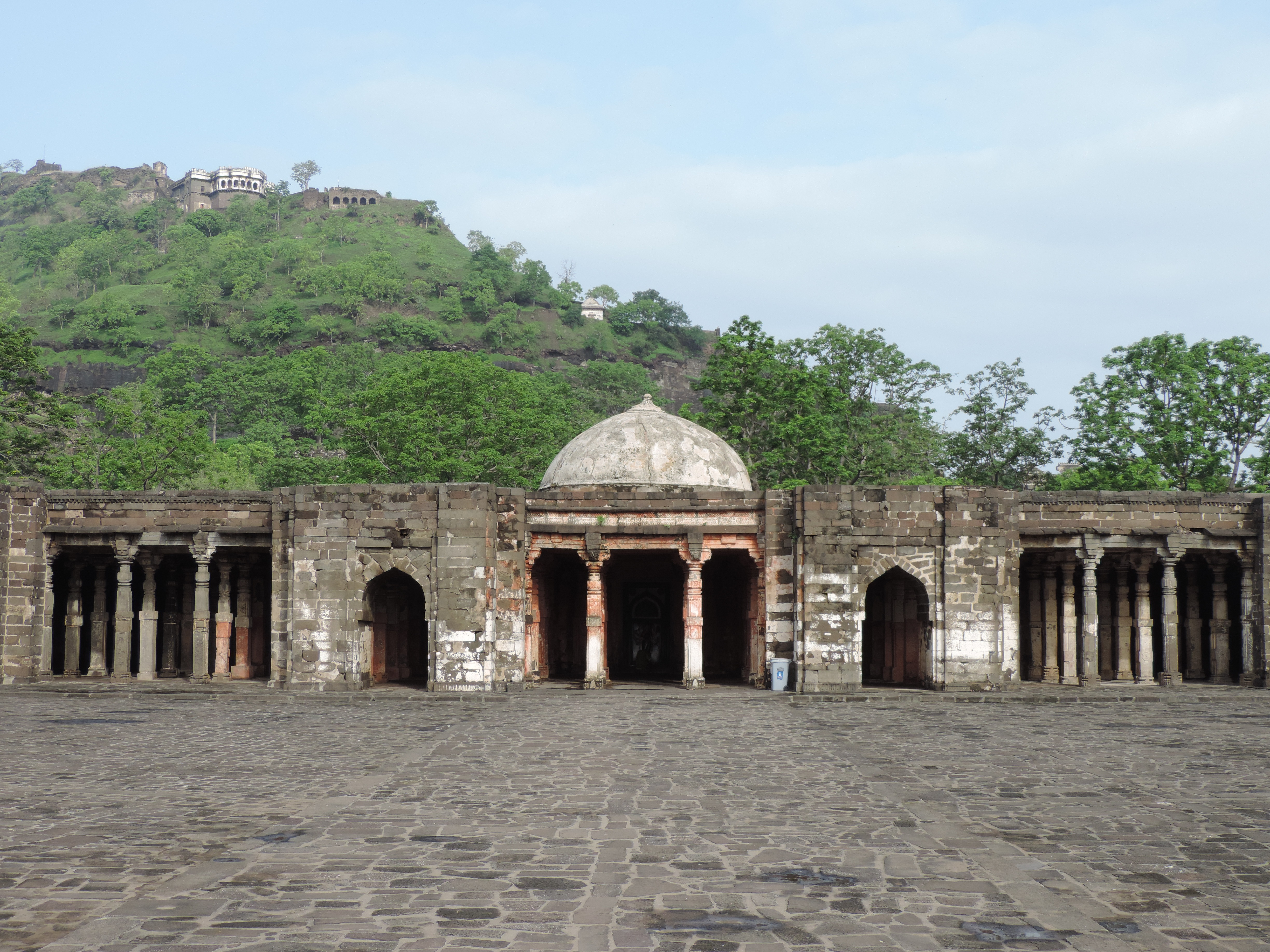
Freitagsmoschee

Chand MinarDas in hellroten bis ockerfarbigen Tönen leuchtende und von drei umlaufenden Balkonen unterteilte Minarett ist etwa 64 m hoch und hat einen Basisumfang von 21 m. Es stammt aus den Jahren um 1445 und wurde von Ala-ud-din Bahmani als Siegesturm anlässlich der Einnahme der Stadt errichtet. Seine Architektur beruft sich auf das Qutb Minar in Delhi.
Jama MasjidDie in Teilen erhaltene Freitagsmoschee (jama masjid) folgt in ihrer Architektur weitgehend den frühen Hofmoscheen von Delhi (Quwwat-ul-Islam-Moschee) und Ajmer (Adhai-din-ka-Jhonpra-Moschee), die ebenfalls in Teilen mit Spolien von zerstörten Hindutempeln errichtet wurden.

### Umgebung
AurangabadDie Millionenstadt Aurangabad bietet zahlreiche Sehenswürdigkeiten, allen voran das Bibi-Ka-Maqbara-Mausoleum. Aber auch die in einer Felswand östlich der Stadt gelegenen buddhistischen Aurangabad-Höhlen sind sehenswert.
KhuldabadIm etwa 12 km nordwestlich an der Straße nach Ellora gelegenen Ort Khuldabad befinden sich zahlreiche Grabstätten bedeutender muslimischer Persönlichkeiten, darunter auch die von Malik Ambar und Aurangzeb.
ElloraEtwas abseits des Dorfes Ellora befinden sich insgesamt 34 buddhistische, hinduistische und jainistische Höhlenheiligtümer aus dem 5.–10. Jahrhundert, darunter auch der Kailasa-Tempel.